# Boentsevo
Boentsevo (Bulgaars: Бунцево) is een dorp in het zuidwesten van Bulgarije. Zij is gelegen in de gemeente Jakoroeda, oblast Blagoëvgrad. Het dorp ligt 51 km ten oosten van Blagoëvgrad en 82 km ten zuiden van Sofia.

## Bevolking
Het dorp scheidde zich in 1954 af van het dorp Babjak in de gemeente Belitsa. In de volkstelling van 1975 werd het dorp voor het eerst geregistreerd en telde toen 592 inwoners. Op 31 december 2019 telde het dorp 496 inwoners.
De bevolking bestaat uit Bulgaarssprekende moslims, ook wel Pomaken genoemd. Van de 529 inwoners reageerden er  425 de optionele volkstelling van 2011. Daarvan identificeerden 398 personen zich als etnische Bulgaren (93,6%) en 26 als Bulgaarse Turken (6,1%).
Van de 529 inwoners die in februari 2011 werden geregistreerd, waren er 90 jonger dan 15 jaar oud (17%), zo'n 358 inwoners waren tussen de 15-64 jaar oud (68%), terwijl er 81 inwoners van 65 jaar of ouder werden geteld (15%).